# Träckhättemossa
Träckhättemossa (Orthotrichum pylaisii) är en bladmossart som beskrevs av Bridel 1826. Träckhättemossa ingår i släktet hättemossor, och familjen Orthotrichaceae. Arten är reproducerande i Sverige. Inga underarter finns listade i Catalogue of Life.